# پناهتیپولا
پناهتیپولا (به لاتین: Penahetipola) یک منطقهٔ مسکونی در سری‌لانکا است که در استان مرکزی (سری‌لانکا) واقع شده‌است.